# Acido punicico
L'acido punicico, chiamato anche acido tricosanico, è un acido grasso polinsaturo. È presente nell'olio di semi di melagrana, da cui trae il nome, ma si rinviene anche nella Trichosanthes cucumerina e nella Momordica charantia.
L'acido punicico costituisce circa il 65% degli acidi grassi contenuti nell'olio di melagrana.
Tale sostanza ha un effetto inibitore sulla proliferazione del cancro alla mammella.